# Ćićevac
Ćićevac (serbo: Ћићевац) è una città e una municipalità del distretto di Rasina nella parte centrale della Serbia centrale.